# Burmusculus nuwae
Burmusculus nuwae (лат.) — ископаемый вид помпилоидных ос рода † Burmusculus († Burmusculidae, Pompiloidea). Бирманский янтарь (меловой период, сеноманский век, около 99 млн лет). Мьянма. Назван в честь богини Нюйва (Nu Wa) в китайской мифологии, которая создала людей из земли и починила небо с помощью камней. 

## Описание
Мелкие осы (длина тела 6,3 мм). От близких видов отличается следующими признаками: переднее крыло с прямыми жилками 2-Rs и 2m-cu, 2-M почти такой же длины, как 2r-rs, ячейки 2rm и 3rm удлиненные, 2rm длиннее 3rm.
Усики самки 12-члениковые. Глаза крупные, почти достигают основания мандибул. Вид был впервые описан в 2018 году китайским и российским энтомологами (Qi Zhang; Alexandr P. Rasnitsyn).